# 藤岡市
藤岡市（日语：／ Fujioka shi */?）是群馬縣南部的城市。2006年1月1日，鬼石町編入該市，市域擴大，人口也達到7萬人以上。

## 地理
- 山岳： 西御荷鉾山、東御荷鉾山、雨降山、櫻山、高山、庚申山
- 河川： 烏川、鏑川、鮎川、温井川、神流川、三名川、笹川
- 湖沼： 神流湖、三名湖、鮎川湖、竹沼

## 相鄰的自治體
- 群馬縣 
  - 高崎市
  - 佐波郡：玉村町
  - 多野郡：神流町、吉井町
  - 甘樂郡：甘樂町、下仁田町
- 埼玉縣
  - 秩父市
  - 兒玉郡：神川町、上里町